# Поджо-Сан-Лоренцо
Поджо-Сан-Лоренцо (итал. Poggio San Lorenzo) — коммуна в Италии, располагается в регионе Лацио, в провинции Риети.
Население составляет 576 человек (2008 г.), плотность населения составляет 66 чел./км². Занимает площадь 9 км². Почтовый индекс — 2030. Телефонный код — 0765.
Покровителем коммуны почитается святой Лаврентий, празднование 10 августа.

## Демография
Динамика населения:

## Администрация коммуны
- Официальный сайт: